# Monzuno
Monzuno (en dialecte bolonyès: Munzón) és un comune (municipi) de la Ciutat metropolitana de Bolonya (antiga província de Bolonya), a la regió italiana d'Emília-Romanya, amb una població de 6.375 habitants l'1 de gener de 2018.
El territori del municipi està situat al vessant occidental de la vall del riu Savena, al vessant nord del Monte Venere i al costat esquerre dels rierols Setta i Sambro.

## Història
Al segle xii, Monzuno estava sota el domini del Marquesat de Toscana. Després dels senyors llombards, va passar a ser una possessió dels Ubaldini i posteriorment va ser lliurat a Matilde de Canossa. Finalment, es va dividir entre les famílies nobles Da Monzuno, Da Montorio i Da Panico.
Sota el govern de Matilde de Canossa, el Castell formava part de la cort de Scanello i després se cedí a l'Església de Pisa. Posteriorment va adquirir la independència sota el senyoriu local que havia sorgit dels Ubaldini. Els Da Monzuno van guanyar els Da Montorio i van demanar ajuda a l'Església, prenent partit amb els Geremeis (que eren güelfs) contra els Lambertazzi (que eren gibel·lins). No obstant això, durant la crisi van mostrar els seus veritables colors polítics, alineant-se amb els nobles en detriment de la classe mitjana. Els bolonyesos, d'altra banda, coneixien perfectament l'ombra política dels nobles i, per tant, van intentar limitar el seu poder. L'any 1371 Bolonya va obtenir la subjugació de Monzuno i del Castell d'Aligrano. No obstant això, com els gibel·lins de Bolonya van planejar obrir la porta de la ciutat al marquès Nicolau II d'Este, Guiduccio da Monzuno va prendre part a favor dels insurgents i va decidir donar suport als Lambertazzi. Bolonya va respondre amb resolució i va enviar la infanteria i la cavalleria per ocupar el castell. Monzuno es va convertir en un comissariat a finals del segle xv, sota el govern de Joan II Bentivoglio. Més tard, el districte va ser lliurat el 1514 a la família Manzoli i després als ducs d'Acquasparta.
El 1810 es va establir el municipi de Monzuno, al qual també es van incorporar els llogarets de Trasasso, Brigola, Gugliara, Vado, Monterumici, Brigadello, Brento, Valle di Sambro, Gabbiano, Montorio i Rioveggio. La història més recent marca un gran moviment insurgent després de la caiguda del feixisme, durant la Segona Guerra Mundial amb Mario Musolesi, més conegut com Il lupo ("el llop"), cap de la fracció partisana de Stella Rossa ("estrella vermella").